# Álvaro López Miera
Álvaro López Miera (L'Avana, 26 dicembre 1943) è un generale e politico cubano, attuale Ministro delle forze armate rivoluzionarie (Ministro della Difesa) di Cuba in carica dal 15 aprile 2021.

## Carriera militare
Miera è nato nella città dell'L'Avana il 26 dicembre 1943 in una famiglia di progressisti repubblicani spagnoli fuggiti dalla Guerra civile spagnola. In seguito si è trasferito a Santiago di Cuba, dove ha passato parte della sua infanzia e frequentato la scuola elementare.
Mentre era ancora un bambino, ha collaborato con il Movimento del 26 luglio, entrandone a far parte all'età di 14 anni venendo inquadrato nelle forze del 2° fronte orientale "Frank País" nel corso della Rivoluzione cubana. Dopo il trionfo della rivoluzione, ha servito in diverse unità di artiglieria. Negli anni'70, ha partecipato alla Guerra civile in Angola, prendendo parte alle azioni di Catofe, Morros del Tongo, Santa Comba, Altohama, Tchipipa, Nova Lisboa, Catata, Caconda, Sa da Bandeira e Cahama. Dopo il suo ritorno, è stato nominato capo delle operazioni dell'alto comando della riserva della brigata di artiglieria.
Nel 1977 ha completato la sua seconda missione nel Derg in Etiopia. Dal 1982 al 1984, ha studiato all'Accademia dello stato maggiore generale delle Forze armate sovietiche, alla cui fine ha iniziato a lavorare come capo delle truppe generali. Nel 1987, è tornato nella Repubblica Popolare dell'Angola, per portare a termine la sua terza missione internazionalista, in questa occasione come capo delle truppe generali. Dopo il suo ritorno a Cuba, è stato nominato sostituto capo di stato maggiore del capo dell'esercito orientale fino al 1993, quando è stato promosso vice-capo di stato maggiore generale. Nel 1997, ha rimpiazzato il generale Ulises Rosales del Toro come capo di stato maggiore generale. Nel 2001 è stato promosso al grado di Generale di corpo d'armata. Il 15 aprile 2021, è divenuto Ministro delle forze armate rivoluzionarie sostituendo il generale Leopoldo Cintra Frías.

## Altre informazioni
Miera è membro del Partito Comunista di Cuba, essendo stato un delegato del II Congresso ed essendo stato nominato membro del Politburo nel 1997. E' allo stesso tempo un delegato dell'Assemblea Nazionale del Potere Popolare. È stato decorato a Mosca dall'Unione Russa dei Veterani dell'Angola.
il 22 luglio 2021, è stato aggiunto alla lista delle sanzioni dell'OFAC decretate dal governo degli Stati Uniti.